# 주홍색 연구
《주홍색 연구》(원제 : A Study in Scarlet)는 아서 코난 도일의 소설이자 셜록 홈즈가 나오는 셜록 홈즈 시리즈의 첫 작품이다. 홈즈와 왓슨의 만남과, 그 후에 일어난 살인 사건을 그리고 있다.
이 책이 발간될 당시만 해도, 주홍색 연구의 소설 원고가 여러 출판사에 보내졌으나 모두 거절당했다. 1886년 집필해 1887년 '비튼의 크리스마스 연감' 특집호에 발표되었으나, 역시 큰 인기를 끌지는 못했다.
이후 1890년, 아서 코난 도일은 주홍색 연구에 이어 네 개의 서명을 발표한다.

## 줄거리

### 제1부, 육군 군의관을 지낸 존 H. 왓슨의 회상

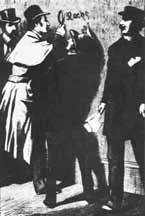
본문 일러스트

의학박사 존 H. 왓슨은 영국군의 군의관으로, 아프가니스탄 전장으로 향하지만 왼쪽 어깨에 부상을 입어 영국으로 다시 송환된다. 하는 일 없이 지내고 있다가 옛날 조수였던 스탬포드에게서 셜록 홈즈라는 특이한 인물을 소개받아 베이커 가에서 공동생활을 시작한다. 첫 대면임에도 불구하고 '아프가니스탄에서 오셨나 보군요'라는 말로 홈즈가 왓슨의 부상과 송환을 추리했던 것과 같이 모르는 사람의 경력을 맞히는 홈즈의 관찰력과 추리력은 왓슨을 경악하게 한다.
두 사람은 첫 대면 후 바로 다음 날, 베이커가 221B번지에 있는 하숙집에서 공동 생활을 하게 되고, 홈즈와 왓슨은 점차 생활의 틀을 잡아가며 새 환경에 적응하게 되었다.
공동생활을 시작한지 며칠 후, 홈즈는 왓슨에게 자신이 '자문 탐정'이라는 사실을 밝힌다. 왓슨이 그의 추리력 중 몇 개를 허풍이라고 생각하자, 홈즈는 그의 집으로 들어온 한 편지 전달자가 퇴역한 해병대 하사관임을 다시금 추리해낸다.
편지를 읽고 살인사건이 발생했다는 사실을 알게 된 홈즈는 왓슨과 같이 현장으로 향한다. 사건 현장에서 그들은 런던 경시청의 그렉슨 경감과 레스트레이드 경감을 만나게 된다. 살해 현장인 브릭스턴로 로리스턴 가든 3번지엔 피해자 이녹 드레버가 끔찍한 모습으로 죽어있고, 벽에 피로 쓰여진 ‘RACHE(라헤, 독일어로 복수라는 의미)’가 쓰여 있었으며, 여자의 결혼반지가 떨어져 있었다. 홈즈는 시체의 여기저기를 샅샅이 조사하고, 이녹 드레버가 독살당했음을 알아낸다.

### 제2부, 성도들의 나라
북아메리카 내륙의 사막. 존 페리어와 고아 루시는 사막을 헤매다 결국 죽을 뻔 했지만, 브리검 영이 거느리며 이동 중인 모르몬 교도 집단 모르몬 개척자가 도와준다. 그들은 솔트레이크시티를 건설하였고, 존 페리어는 교외에서 열심히 일하여, 결국 굴지의 부호가 되었다. 또한 그는 루시를 양녀로 맞아 자신의 딸처럼 귀여워하였다. 성장한 루시는 아름다운 미녀가 되었다.
어느 날 루시는, 청년 제퍼슨 호프에게 반하였고, 호프도 그녀에게 호의를 가졌다. 아버지 존은 두 사람의 결혼을 허락하였으나 잠시 호프가 마을을 떠났을 때, 모르몬교의 교주 브리검 영은 루시에게 청년 드리버나 스탠거스와의 결혼을 명하였다. 반대가 허용되지 않는, 그래서 지도자의 말에 거역하면 탄압받는 모르몬교의 특징때문에 존은 마을에서의 탈주를 결심하고 호프를 다시 불러낸다. 지리에 밝은 호프의 도움으로 존과 루시는 아무도 없는 황야를 답파한다. 그러던 중 추격을 하던 모르몬교 사람들이 호프가 없는 틈에 존을 사살하고 루시를 데리고 돌아간다. 루시는 드리버와 결혼을 하고 난지 얼마되지 않아 죽고 호프는 루시의 장례식에서 결혼반지를 빼고 도망간다. 그 뒤 호프는 복수를 위해 이름을 바꾸고 돈을 모으고 돌아왔지만 드리버와 스탠거스는 이미 떠난 뒤였다